# Mistrzostwa Świata w Strzelaniu z Wiatrówki 1983
Mistrzostwa Świata w Strzelaniu z Wiatrówki 1983 – drugie mistrzostwa świata, na których strzelano jedynie z broni pneumatycznych (tzw. wiatrówek). Rozegrano je w austriackim Innsbrucku.
Przeprowadzono wówczas cztery konkurencje dla mężczyzn i tyleż samo konkurencji żeńskich. W klasyfikacji medalowej zwyciężyli Szwedzi.

## Klasyfikacja medalowa
Gospodarze mistrzostw
| Pozycja | Kraj              | Złoto | Srebro | Brąz | Łącznie |
| ------- | ----------------- | ----- | ------ | ---- | ------- |
| 1       | Szwecja           | 3     | 1      | 0    | 4       |
| 2       | Francja           | 2     | 0      | 1    | 3       |
| 3       | ZSRR              | 1     | 2      | 3    | 6       |
| 4       | RFN               | 1     | 1      | 1    | 3       |
| 5       | NRD               | 1     | 0      | 1    | 2       |
| 6       | Austria           | 0     | 1      | 0    | 1       |
| 6       | Chiny             | 0     | 1      | 0    | 1       |
| 6       | Polska            | 0     | 1      | 0    | 1       |
| 6       | Węgry             | 0     | 1      | 0    | 1       |
| 10      | Korea Południowa  | 0     | 0      | 1    | 1       |
| 10      | Stany Zjednoczone | 0     | 0      | 1    | 1       |

## Wyniki

### Mężczyźni
| Konkurencja                            | Złoto                                                     | Wynik     | Srebro                                                            | Wynik     | Brąz                                                    | Wynik     |
| Pistolet pneumatyczny, 10 m            | Ragnar Skanåker                                           | 586 pkt.  | Aleksandr Mielentiew                                              | 585 pkt.  | Anatolij Jegriszyn                                      | 583 pkt.  |
| Pistolet pneumatyczny, 10 m, drużynowo | ZSRR Anatolij Jegriszyn Aleksandr Mielentiew Wladas Turla | 1747 pkt. | Szwecja Benny Östlund Staffan Oscarsson Ragnar Skanåker           | 1729 pkt. | Francja Jean Bilon Jacky Durand Rémy Harang             | 1725 pkt. |
| Karabin pneumatyczny, 10 m             | Philippe Heberlé                                          | 589 pkt.  | Jurij Zawołodko                                                   | 587 pkt.  | Frank Rettkowski                                        | 587 pkt.  |
| Karabin pneumatyczny, 10 m, drużynowo  | Francja Jean-Pierre Amat Michel Bury Philippe Heberlé     | 1749 pkt. | Republika Federalna Niemiec Peter Heinz Bernhard Süss Hubert Süss | 1744 pkt. | ZSRR Aleksandr Mitrofanow Wiktor Własow Jurij Zawołodko | 1741 pkt. |

### Kobiety
| Konkurencja                            | Złoto                                                                | Wynik     | Srebro                                                   | Wynik     | Brąz                                                      | Wynik     |
| Pistolet pneumatyczny, 10 m            | Kerstin Bodin                                                        | 382 pkt.  | Julita Macur                                             | 379 pkt.  | Kim Yang-ja                                               | 378 pkt.  |
| Pistolet pneumatyczny, 10 m, drużynowo | Szwecja Monica Aberg Kerstin Bodin Sally Remmert                     | 1127 pkt. | Austria Corinna Hoffmann Christine Strahalm Christa Werk | 1116 pkt. | Stany Zjednoczone Sally Carroll Ruby Fox Cathy Graham     | 1116 pkt. |
| Karabin pneumatyczny, 10 m             | Marlies Helbig                                                       | 395 pkt.  | Wu Xiaoxuan                                              | 392 pkt.  | Silvia Sperber                                            | 392 pkt.  |
| Karabin pneumatyczny, 10 m, drużynowo  | Republika Federalna Niemiec Ulrike Holmer Sigrid Lang Silvia Sperber | 1749 pkt. | Węgry Éva Fórián Kiss-Éva Herrne Lászlóné Hunyadi        | 1744 pkt. | ZSRR Swietłana Komaristowa Marina Kuzniecowa Łesia Łeskiw | 1741 pkt. |